# Yeshu
Yeshu (ישו em hebraico e aramaico) foi um ou mais indivíduos mencionados na literatura rabínica. As obras mais antigas que fazem referência a Yeshu são a Tosefta e o Talmude, apesar de de alguns estudiosos considerarem que as referências a Yeshu são adições posteriores.
Em 1240, Nicolas Donin, com o apoio do Papa Gregório IX, referiu-se às narrativas sobre Yeshu para sustentar a sua acusação de que a comunidade judia tinha atacado a virgindade de Maria e a divindade de Jesus. Na Disputação de Paris, Jehiel de Paris reconheceu que uma das histórias de Yeshu no Talmude referia-se a Jesus, mas que as outras passagens se referiam a outras pessoas. Em 1372, João de Valladolid, com o apoio do Arcebispo de Toledo, fez uma acusação similar contra a comunidade judia; Moses ha-Kohen de Tordesilhas argumentou que as narrativas de Yeshu se referiam a diferentes pessoas e que não se podiam referir a Jesus. Asher ben Jehiel também afirmou que o Yeshu do Talmude não está relacionado com Jesus.
Existem alguns estudiosos modernos que entendem estas passagens como referências ao Cristianismo e à figura cristã de Jesus, enquanto outros veem referências a Jesus apenas em literatura rabínica posterior. Johann Maier argumentou que o Talmude não se refere a Jesus.

## Ocorrências

### Yeshu ben Pantera
Yeshu ben Pantera (às vezes Pantera é vertido como Pandera) ou Jesus filho de Pantera é o nome de um religioso judeu considerado como um herege, chamado assim por ter sido filho de um soldado romano chamado Pantera com uma donzela judia, de acordo com o Talmud.[carece de fontes?]
O nome completo do pai seria Tiberius Julios Abdes Pantera, cuja tumba foi descoberta na Alemanha em 1859 e está no museu em Bad Kreuznach.
Hitler, em 1941, foi um dos que apoiaram a ideia de que Jesus era Yeshu ben Pantera, sendo filho de uma prostituta e de um soldado romano (Panthera).

### Yeshu Ha-Notzri
Acusação  O Talmud diz que Yeshua o Nazareno praticou Magia e Enganou Israel
Sanhedrin 107b e Sotá 47a dizem que Yeshu o Nazareno praticou Magia e Enganou Israel Na realidade, já vimos o texto em questão em outro item, e como se refere a Yeshu Ben Pandira, que nem judeu de nascimento era. Na realidade, o texto diz:
E o mestre disse: Yeshu [Ben Pandira] praticou magia e enganou e fez Israel se desviar.
Ocorre que em 1 manuscrito, o texto mostra (Yeshu haNotzri). Os próprios rabinos concluem que foi uma adição maliciosa de um escriba para associar essa figura a Yeshua. Contudo, não faz parte do texto original. Culpar os autores do Talmud seria tão falacioso quanto culpar a Yochanan (João) pelas traduções equivocadas que igualam os (moradores da Judéia) com os judeus.